# Спиритизъм
Спиритизмът е спиритуалистична доктрина, чиято главна идея е контактуването с душите на умрелите с помощта на медиум. Макар между спиритуализма и спиритизма да има много прилики, те се различават в някои фундаментални аспекти, особено в целта за постигане на духовно съвършенство и по начина, по които последователите на двете практикуват вярата си.
Спиритизмът проповядва превъплъщението или прераждането на човека след смъртта му. Това според него обяснява моралните и интелектуални различия между хората. Той дава насока за усъвършенствуване чрез даване на възможност за постигане на морално и интелектуално съвършенство чрез поправка на грешките и натрупване на знания във всеки следващ живот. Спиритизмът не приема прераждането на хората в животни, защото това би било регресивно и би противоречало на целта. За разлика от спиритуализма, който е религия, спиритизмът е по-скоро философия (свързвана с идеята за теистична еволюция) или начин на живот. При него няма свещеници или проповедници и привържениците му не извършват религиозни ритуали. Те също така не наричат църкви местата, на които се събират, а центрове, дружества или асоциации. Дейността им се състои основно в изучаването на доктрината на спиритизма, прилагането на спиритически методи за лечение (пасове) и благотворителност.
При спиритическите сеанси се използват медиуми, като едни от най-популпярните методи за контакт с духовете са чрез „психографиране“ (автоматично писане), „психофония“ (ясночуване), „инкорпориране“ и други видове действия на медиуми.
По света има много хора назоваващи себе си „спиритуалисти“, „медиуми“ или „контактьори“, които според някои хора са просто шарлатани.

## История
За основоположник на спиритизма се счита Алан Кардек (на френски: Allan Kardec, писателски псевдоним на Hippolyte Léon Denizard Rivail (1804 – 1869), френски философ и учител, получил образованието си в института на именития Йохан Хайнрих Песталоци, в Ивердо̀н. Той започва да провежда спиритически сеанси през 1850 г. С помощта на дъщерите на свой приятел, играещи ролята на медиуми, той узнава за своята мисия – да съобщи на човечеството нови представи за устройството на света и живота в него. Кардек се заема да изследва материята чрез множество въпроси зададени по време на спиритически сеанси към духовете и записвайки отговорите, дадени му чрез помощта на различни медиуми. След две години Кардек решава, че е получил достатъчно информация, за да формулира (по собствените му думи) „съвършено нова теория за съществуването на човечеството, за неговата съдба и предназначение“. Основните положения на тази теория той излага в своята „Книга на Духовете“ (на френски: „Le Livre des Esprits“, 1856), последвана от „Книга на медиумите“ (на френски: „Le Livre des médiums“, 1861), „Евангелие според Спиритизма“ (1864) и други.
Алън Кардек написва пет спиритистки книги – но тези пет книги служат като основа за спиритизма, едно прогресивно тяло на знанието, което продължава да нараства до близо 1000 книги, след като Кардек за първи път публикува „Книгата на духовете“ през 1857 г. Поради това, че те служат като една отправната точка на спиритизма и тъй като са резултат от сътрудничество между стотици интелекти и в двете равнини на живота (духовното и физическото ниво), спиритистите често наричат петте книги на Кардек „Кодификация на Спиритизма“. Тоест: една съвкупността от трудове, които помагат за организирането и оформянето (кодифицирането) на специфичните учения на духовете, станали известни като спиритизъм. Същата обосновка се прилага за това защо той използва името „Кардек“ при издаването на тези книги и защо този набор от знания беше подходящо наречен „спиритизъм“, а не „кардекизъм“ – защото тези знания са пряк резултат от мъдростта и добротата на просветени духове и не са резултат от работата на един-единствен човек.
И така 5-те книги, които съставляват кодификацията на спиритизма са:
Книгата за духовете (1857);
Книгата на медиумите (1861);
Евангелието според спиритизма (1864);
Рай и Ад (1865);
И Генезис – чудеса и предсказания според спиритизма (1868).

## Ранно развитие на спиритизма
Когато около 1850 г. явлението на „въртящите се маси“ вълнуваше вниманието на Европа и въвеждаше в другия феномен, известен от тогава като „спиритизъм“, той бързо разгада истинската същност на тези явления като доказателство за съществуването на един ред на отношения, дотогава предполагани, отколкото известни, а именно тези, които обединяват видимия и невидимия свят. Предвиждайки огромното значение за науката и за религията, до такава степен за полето на човешкото наблюдение, той веднага се впусна в едно внимателно проучване на новите явления. Негов приятел имаше две дъщери, които се превърнаха в това, което сега се нарича „медиуми“. Те бяха весели, оживени, дружелюбни момичета, обичаха обществото, танците и забавленията, и обикновено получаваха, както си „седят“ сами или със своите млади другари, „комуникации“ в хармония със своя светски и донякъде лекомислен нрав. Но за изненада на всички замесени беше установено, че винаги, когато професор Риваил присъства, съобщенията, предавани чрез тези млади дами, имаха много тежък и сериозен характер; и при запитването му към невидимите интелекти за причината на тази промяна му беше казано, че „духове от много по-висок ранг в сравнение с тези, които обичайно общуват чрез двата млади медиума, идват изрично за него и ще продължават да го правят, за да спомогнат той да изпълни една важна религиозна мисия.“
Много учуден от едно толкова ненадейно съобщение, той веднага пристъпи към проверка на неговата истинност, като състави поредица от прогресивни въпроси във връзка с различните проблеми на човешкия живот и вселената, в която се намираме, и ги предостави на своите невидими събеседници, получавайки техните отговори чрез сътрудничеството на двамата млади медиума, които с охота се съгласиха да посвещават няколко вечери всяка седмица на тази цел и които поради това получиха, чрез почукване на маса и писане с планшети, отговорите, които се превърнаха в основата на спиритистката теория и които те бяха толкова неспособни да оценят, колкото и да измислят самостоятелно.
Когато тези разговори продължиха близо две години, той един ден отбеляза на жена си във връзка с разгръщането на тези възгледи, които тя следваше с понятна симпатия: „Това е нещо много любопитно! Моите разговори с невидимите интелекти напълно революционизираха моите идеи и убеждения. Така предадените инструкции представляват една изцяло нова теория за човешкия живот, дълг и съдба, която ми се струва абсолютно рационална и съгласувана, възхитително ясна и утешаваща и силно интересна. Имам силната мисъл да публикувам тези разговори в книга, защото ми се струва, че това, което интересува мен толкова дълбоко, може да се окаже интересно и за другите." Съпругата му горещо одобри идеята, а след това той я представи на невижданите си събеседници, които отговориха по обичайния начин, че именно те са предложили тази идея на неговия ум, че комуникациите им направени към него, не са за самия него, но с изричната цел да бъдат дадени на света, както той предлага да направи, и че сега е настъпило времето за изпълнение на този план. „На книгата, в която ще въплътите нашите инструкции“, продължиха общуващите интелекти, "ще дадете, тъй като тя е наша работа, а не ваша, заглавието, Le Livre des Esprits (КНИГАТА НА ДУХОВЕТЕ) и ще я публикувате, не под вашето собствено име, а под псевдонима на ALLAN KARDEC. Запазете собственото си име Rivail за вече публикуваните от вас собствени книги, но вземете и запазете името, което сега ви дадохме за книгата, която предстои да публикувате по наше искане и по принцип за цялата работа, която ще трябва да свършите при изпълнение на мисията, която, както вече ви казахме, ви е била поверена от Провидението и която постепенно ще се отвори пред вас, докато напредвате в нея под наше ръководство“.
В днешно време по-значителен брой последователи на спиритизма (наричан също и Кардесистки спиритизъм) има в Латинска Америка (Бразилия).

## Съвремие и спиритизъм
Можем да цитираме и някои свързани хора, които имаха забележителен принос за развитието на спиритизма:
Леон Денис (1846 – 1927), френски философ, написал няколко книги за спиритизма.
Шико Шавиер (1910 – 2002), известен бразилски медиум, който чрез психографиране написва над 400 книги, като винаги авторски права се даряват и никога не е приемал от тях никакъв доход за себе си.
Дивалдо Франко (1927 – ), бразилски медиум и преподавател, който също психографира много книги и е основател на Мансао до Каминьо в град Салвадор, в бразилския щат Байа, който дава подкрепа на бедни семейства, изоставени деца и също така работи като Център по спиритизъм.
Алтиво Памфиро (1938 – 2006), бразилски медиум, основател на Centro Espírita Léon Denis в град Рио де Жанейро, чийто спиритистки център разработва седмично публични срещи за изучаване на спиритистки книги, лечебни сесии, изучаване на книгите на Алан Кардек, курсове за развитие на медиумизъм, социално подпомагане на бедните семейства и т.н.

## Спиритизмът в България
Георги Миркович (1826 – 1905) български революционер, просветен деец и лекар, който внася спиритизма в България и през миналия век издава списание „Нова светлина", а от 1903 година списание „Виделина". Поддържа кореспонденция с Учителя Петър Дънов по темата на спиритичните явления.